# Nessim Sibony

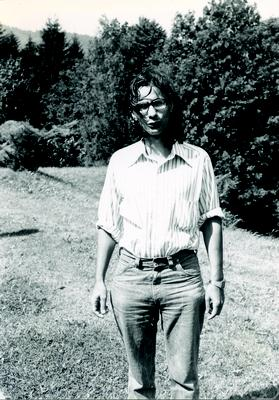
Nessim Sibony năm 1975

Nessim Sibony (sinh vào tháng 10 năm 1947) là một nhà toán học người Pháp, làm việc trong lĩnh vực lý thuyết giải tích phức đa biến và hệ động lực phức cao chiều. Kể từ năm 1981, ông là giáo sư tại trường Đại học Paris XI ở Orsay.

## Tiểu sử
Ông nhận bằng tiến sĩ (PhD) từ trường trường Đại học Paris XI vào năm 1974. Luận án tiến sĩ của ông là " Problèmes de prolongement analytique et d'approximation polynômiale pondérée ". Hướng nghiên cứu chính của ông là giải tích phức và hệ động lực phức trong không gian đa biến phức, đặc biệt là sự hợp tác của ông với hai nhà toán học là John Erik Fornæss và Đinh Tiến Cường trong lý thuyết Fatou-Julia trong không gian phức nhiều chiều và phân lá kì dị bởi các diện Riemann.
Độc lập với Adrien Douady và John H. Hubbard, ông đã chứng minh tập Mandelbrot là liên thông.
Năm 1985, ông nhận giải Vaillant. Năm 2009 ông nhận giải Sophie Germain từ Viện hàn lâm Pháp. Năm 2017, ông nhận giải Stefan Bergman. Năm 1990, ông được mời đọc báo cáo (invited speaker) tại đại hội toán học thế giới tổ chức tại Kyōto. Ông cũng là thành viên của học viện đại học Pháp từ năm 2009 đến năm 2014.

## Nghiên cứu nổi bật
- with  Tien-Cuong Dinh Density of positive closed currents, a theory of non-generic intersections. J. Algebraic Geom. 27 (2018), no. 3, 497–551.
- with  Tien-Cuong Dinh  Super-potentials for currents on compact Kähler manifolds and dynamics of automorphisms. J. Algebraic Geom. 19 (2010), no. 3, 473–529.
- with Dierk Schleicher, Eric Bedford, Tien-Cuong Dinh, Marco Brunella, Marco Abate Holomorphic dynamical systems, Lectures at CIME (Cetraro 2008, in Sibony, Dinh Dynamics in several complex variables: Endomorphisms of projective spaces and polynomial like mappings), Springer Verlag, Lecturenotes in Mathematics, vol. 1998, 2010.
- with Tien-Cuong Dinh  Super-potentials of positive closed currents, intersection theory and dynamics. Acta Math. 203 (2009), no. 1, 1–82.
- with Tien-Cuong Dinh Distribution des valeurs de transformations méromorphes et applications. (French) [Distribution of the values of meromorphic transformations and applications] Comment. Math. Helv. 81 (2006), no. 1, 221–258.
- with Tien-Cuong Dinh  Dynamique des applications d'allure polynomiale. (French) [Dynamics of polynomial-like mappings] J. Math. Pures Appl. (9) 82 (2003), no. 4, 367–423.
- with Dominique Cerveau, Étienne Ghys, Jean-Christophe Yoccoz Complex Dynamics and Geometry, SMF/AMS Texts and Monographs vol. 10, 2003 (in von Sibony: Dynamics of rational maps on {\displaystyle P^{k}}), French edition SMF 1999 (Panoramas et Synthèses, vol. 8).
- with Julien Duval Polynomial convexity, rational convexity and currents, Duke Mathematical Journal, 79 (1995), no. 2, 487-513.
- Quelques problemes de prolongement de courants en analyse complexe, Duke Mathematical Journal, 52 (1985), pp. 157–197.